# St Peter and St Paul's Church (Lavenham)

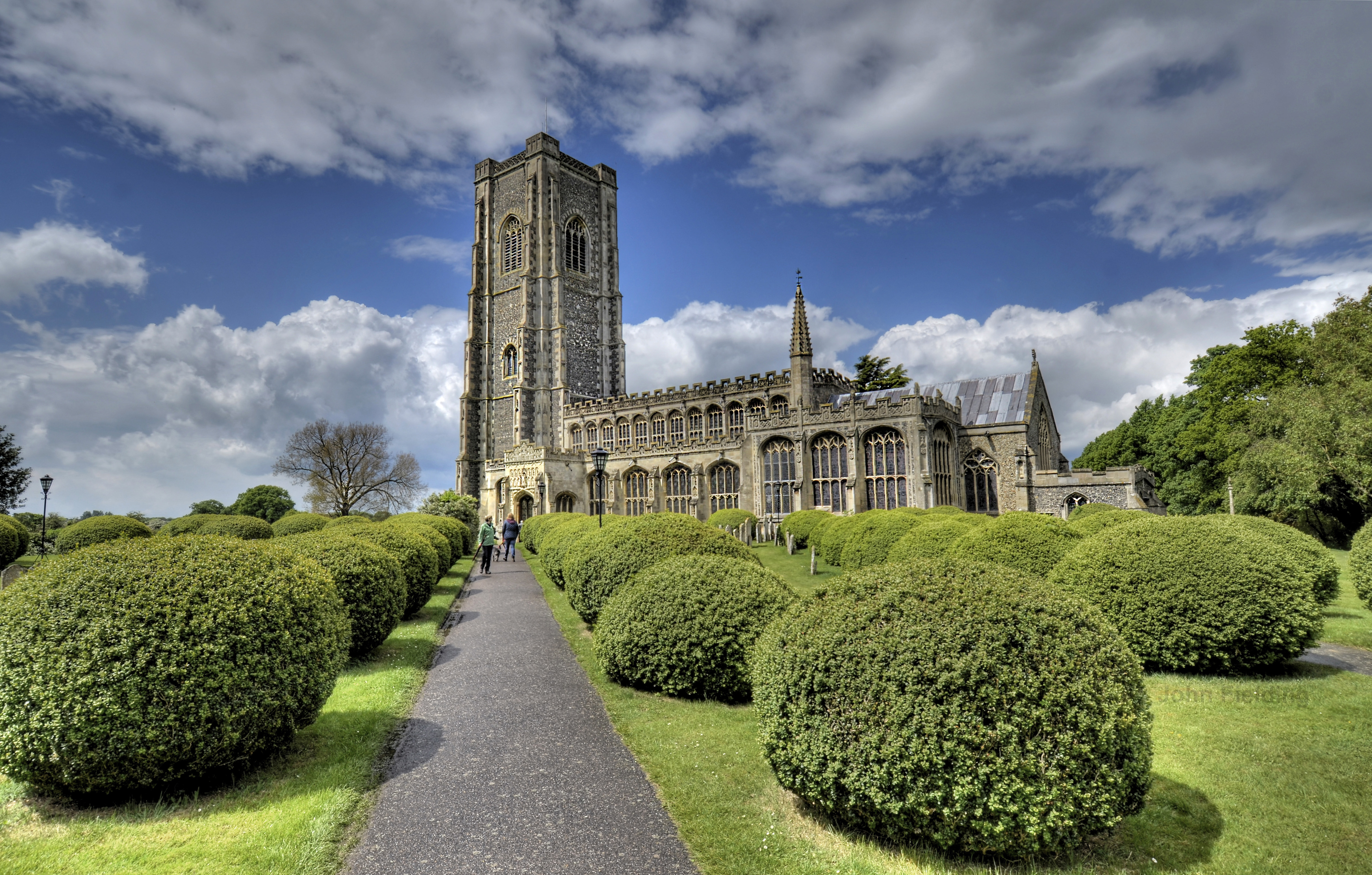

De St Peter en St Paul's Church is een beschermde parochiekerk van de Church of England in Lavenham in het Oost-Engelse Suffolk. 

## Geschiedenis
De bouwstijl van de kerk is late Perpendicular Gothic. Het is een zogenaamde "wolkerk" die door haar omvang en afwerking getuigt van de voorspoed die de streek in de 15e en 16e eeuw kende dankzij de lakennijverheid. Ze werd gebouwd in de periode 1485-1525 ter vervanging van een eerder kerkgebouw. Op grond van overeenkomsten met de St Mary the Great in Cambridge wordt vermoed dat het gaat om een ontwerp van de architect John Wastell. Het was een van de laatste kerken die vóór de Engelse Reformatie werden voltooid. 